# Морочковский сельсовет
Морочковский сельсовет — упразднённая административная единица на территории Россонского района Витебской области Республики Беларусь.

## Состав
Морочковский сельсовет включал 5 населённых пунктов:
- Залесье
- Миловиды
- Морочково
- Моторино
- Ровное Поле